# Rejon bolszemuraszyński
Rejon bolszemuraszyński (ros. Большемурашкинский район) – jednostka administracyjna, jeden z 18 rejonów w obwodzie niżnonowogrodzkim wchodzącym w skład Federacji Rosyjskiej. W 2022 liczyła 9066 mieszkańców.